# Théâtre Alexandra
Le théâtre Alexandrinski (ou théâtre Alexandra, d'après le nom de l'épouse de l'empereur Nicolas Ier) (en russe : Александринский театр), dénommé officiellement aussi le théâtre dramatique académique national de Russie du nom de Pouchkine est le plus ancien théâtre dramatique de Russie. Il est situé à Saint-Pétersbourg, non loin de la Perspective Nevski au fond du square Ostrovsky où se dresse la statue de Catherine II de Russie, et à une extrémité de la rue de l'architecte Rossi.

## Histoire
[style à revoir]

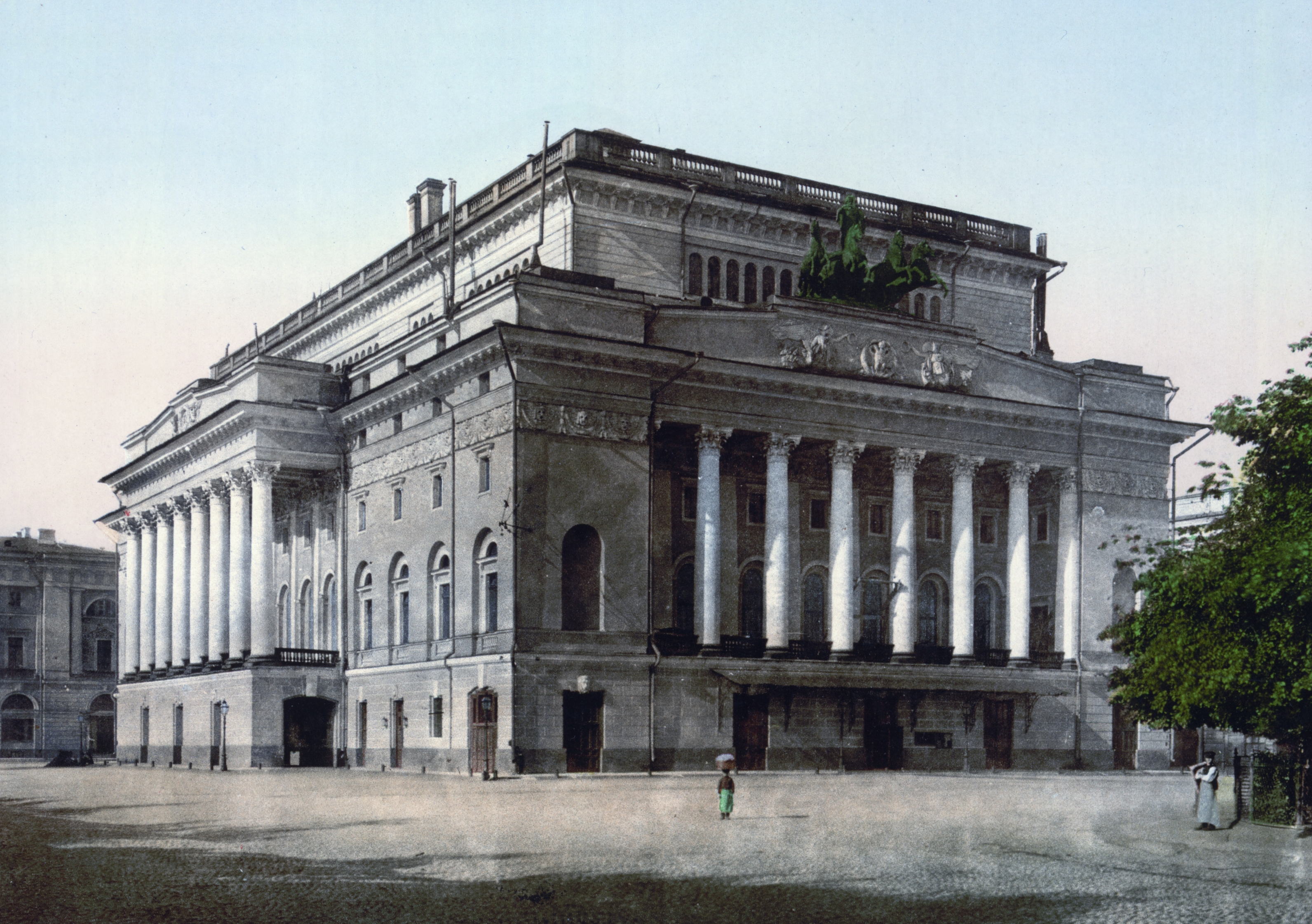
Le théâtre Alexandra à la fin du XIXe siècle.

Le théâtre a été construit pour la Troupe impériale de Saint-Pétersbourg (troupe fondée en 1756).
Le théâtre ouvre ses portes le 31 août (12 septembre) 1832.
C'est en 1832 que la troupe s'installe dans le bâtiment actuel, reconnaissable à ses majestueuses colonnes, à son style néo-classique et au fronton surmonté d'un quadrige représentant Apollon, qui fut construit par Carlo Rossi. Il fut le drapeau du théâtre en Russie pendant tout le XIXe siècle.
Des ballets, des opéras et des drames ont été représentés à l'origine sur la scène du théâtre Alexandra, mais dans la deuxième moitié du XIXe siècle, le théâtre est devenu purement dramatique.

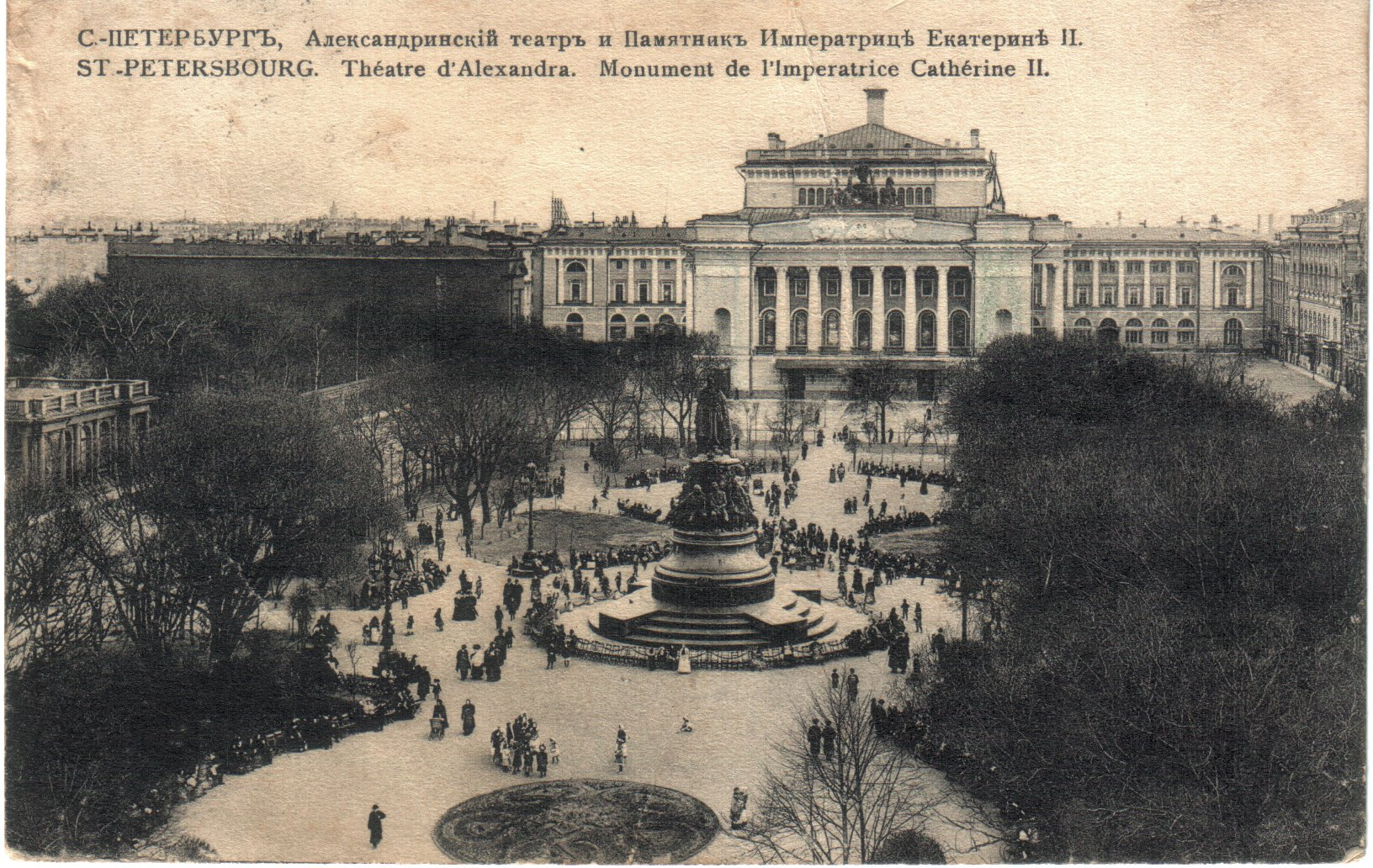
Le théâtre Alexandra en 1917

Après la révolution de 1917, le théâtre est devenu auto-administré avec une troupe permanente.
En 1920, le nouveau pouvoir renomme le théâtre Alexandra en théâtre national dramatique Pouchkine. Meyerhold, Léonide Vivien, Grigori Kozintsev, Nikolaï Akimov, Grigori Gay et bien d'autres y travaillèrent. Sergueï Radlov est son directeur artistique en 1931-1934 et 1936-1938.
Il reprend son ancien nom en 1991, d'après l'impératrice Alexandra Feodorovna de Russie. Le théâtre a été entièrement rénové jusqu'au début de l'année 2009. Il fait partie du patrimoine de l'UNESCO.

## Productions notables
- 1832 : L'Invité de pierre d'Alexandre Pouchkine[1]
- 1836 : Le Revizor de Nicolas Gogol
- 1842 : Le Mariage de Nicolas Gogol
- 1843 : Les Joueurs de Nicolas Gogol
- 1867 : La Mort d'Ivan le Terrible d'Alexis Konstantinovitch Tolstoï
- 1868 : La Belle Hélène de Jacques Offenbach
- 1870 : Boris Godounov de Pouchkine
- 1879 : Un mois à la campagne d'Ivan Tourgueniev
- 1889 : Ivanov de Tchekhov
- 1896 : La Mouette de Tchekhov
- 1910 : Dom Juan ou le Festin de pierre de Molière
- 1916 : L'Orage d'Alexandre Ostrovski
- 1917 : Mascarade de Mikhaïl Lermontov
- 1954 : Hamlet de Grigori Kozintsev, avec Bruno Freindlich dans le rôle principal[2]